# こいのぼり (近藤宮子)
『こいのぼり』は童謡、唱歌。作詞は近藤宮子、作曲は不明。1993年までは近藤は作詞者として認められなかったため、近藤が1999年まで存命だったにもかかわらず歌詞の著作権は既に消滅している。

## 歌詞
やねより　たかい　こいのぼり

おおきい　まごいは　おとうさん

ちいさい　ひごいは　こどもたち

おもしろそうに　およいでる

## 概要
1931年（昭和6年）12月に刊行された『エホンショウカ ハルノマキ』が初出。
長年著作権者は日本教育音楽協会とされていたが、著作権が切れる1982年（昭和57年）に日本教育音楽協会の元会長の小出浩平に作詞者を変更した。近藤はこの曲を含めた6曲が自分が作詞した曲であると訴え、裁判を起こして勝訴し、作詞者が再び変更された。
この歌詞では真鯉を父親、緋鯉を子どもとしている。鯉のぼりは明治時代後半から大正時代にかけて真鯉（黒い鯉）と緋鯉（赤い鯉）の二匹を一対であげるようになったが、武家発祥の行事であったこともあり真鯉と緋鯉は父と子（男児）を表していたとされる。第二次大戦後、昭和30年代後半には小さい青鯉が加えられるようになり、家族観の変化なども相まって鯉のぼりの構成は緋鯉（赤い鯉）が母親、青鯉が子どもと再定義されるようになった。
1987年には、イタリアの国際児童歌唱コンクール「第30回ゼッキーノ・ドーロ」の出場曲に選ばれ、『L'aquilone dei sogni（夢のような凧）』という題のイタリア語歌曲として日本人出場者により歌われた。イタリア語詞はアレッサンドラ・ヴァレリ=マネーラ(it)による。
2007年に「日本の歌百選」に選ばれた。
2017年の保育士実技試験（前期）課題曲に取り上げられた。
フジテレビの子供向け番組『じゃじゃじゃじゃ〜ン!』で、町あかりが「歌のお姉さん」として替え歌「宇宙をおよぐ!こいのぼり」を歌い、2019年発売のアルバム『あかりおねえさんのニコニコへんなうた』に収録された。